# Olympische Sommerspiele 2016/Teilnehmer (Somalia)
| Gelbes Symbol für Goldmedaillen mit stilisierten Olympischen Ringen | Graues Symbol für Silbermedaillen mit stilisierten Olympischen Ringen | Braundes Symbol für Bronzemedaillen mit stilisierten Olympischen Ringen |
| ------------------------------------------------------------------- | --------------------------------------------------------------------- | ----------------------------------------------------------------------- |
| —                                                                   | —                                                                     | —                                                                       |

Somalia nahm an den Olympischen Spielen 2016 in Rio de Janeiro teil. Es war die insgesamt neunte Teilnahme an Olympischen Sommerspielen. Das somalische NOC Guddiga Olimbikada Soomaaliyeed nominierte zwei Athleten – einen Mann und eine Frau – für insgesamt eine Sportart.

## Teilnehmer nach Sportarten

### Leichtathletik
Laufen und Gehen 
| Athleten             | Wettbewerb | Runde 1      | Runde 1 | Halbfinale | Halbfinale | Finale        | Finale        | Rang |
| Athleten             | Wettbewerb | Zeit         | Rang    | Zeit       | Rang       | Zeit          | Rang          | Rang |
| -------------------- | ---------- | ------------ | ------- | ---------- | ---------- | ------------- | ------------- | ---- |
| Frauen               |            |              |         |            |            |               |               |      |
| Maryan Nuh Muse      | 400 m      | 1:10,14 min  | 57      | –          | –          | ausgeschieden | ausgeschieden | 57   |
| Männer               |            |              |         |            |            |               |               |      |
| Mohamed Daud Mohamed | 5000 m     | 14:57,84 min | 47      | –          | –          | ausgeschieden | ausgeschieden | 47   |